# Glen de Vries
Glen de Vries (29 de junho de 1972 — 11 de novembro de 2021) foi um empresário americano e co-fundador e co-CEO da Medidata Solutions e um turista espacial.

## Vida pessoal
De Vries nasceu em Nova Iorque e desde jovem demonstrou paixão por computadores. Sua mãe o incentivou a aprender a dançar no colégio. De Vries frequentou a Carnegie Mellon University e se formou em 1994. Ele aprendeu sozinho a falar japonês.

## Voo Blue Origin
Em 13 de outubro de 2021, de Vries acompanhou William Shatner e dois outros astronautas em um foguete New Shepard como parte da missão suborbital Blue Origin NS-18 no espaço sideral, e se tornou uma das primeiras 600 pessoas a viajar para o espaço.

## Morte
De Vries morreu em um pequeno acidente de avião envolvendo um Cessna 172 em uma área densamente arborizada fora de Hampton Township, New Jersey, em 11 de novembro de 2021, aos 49 anos. Ele era um piloto privado certificado com uma qualificação por instrumentos.